# Каннский кинофестиваль 2011
64-й Каннский кинофестиваль проходил с 11 по 22 мая 2011 года. Как было объявлено в январе того же года, председателем жюри основного конкурса стал американский актёр Роберт Де Ниро. Фестиваль открылся новой работой Вуди Аллена «Полночь в Париже», которая была показана вне конкурса.

## Жюри

### Основной конкурс
- Роберт Де Ниро, актёр ( США) — председатель

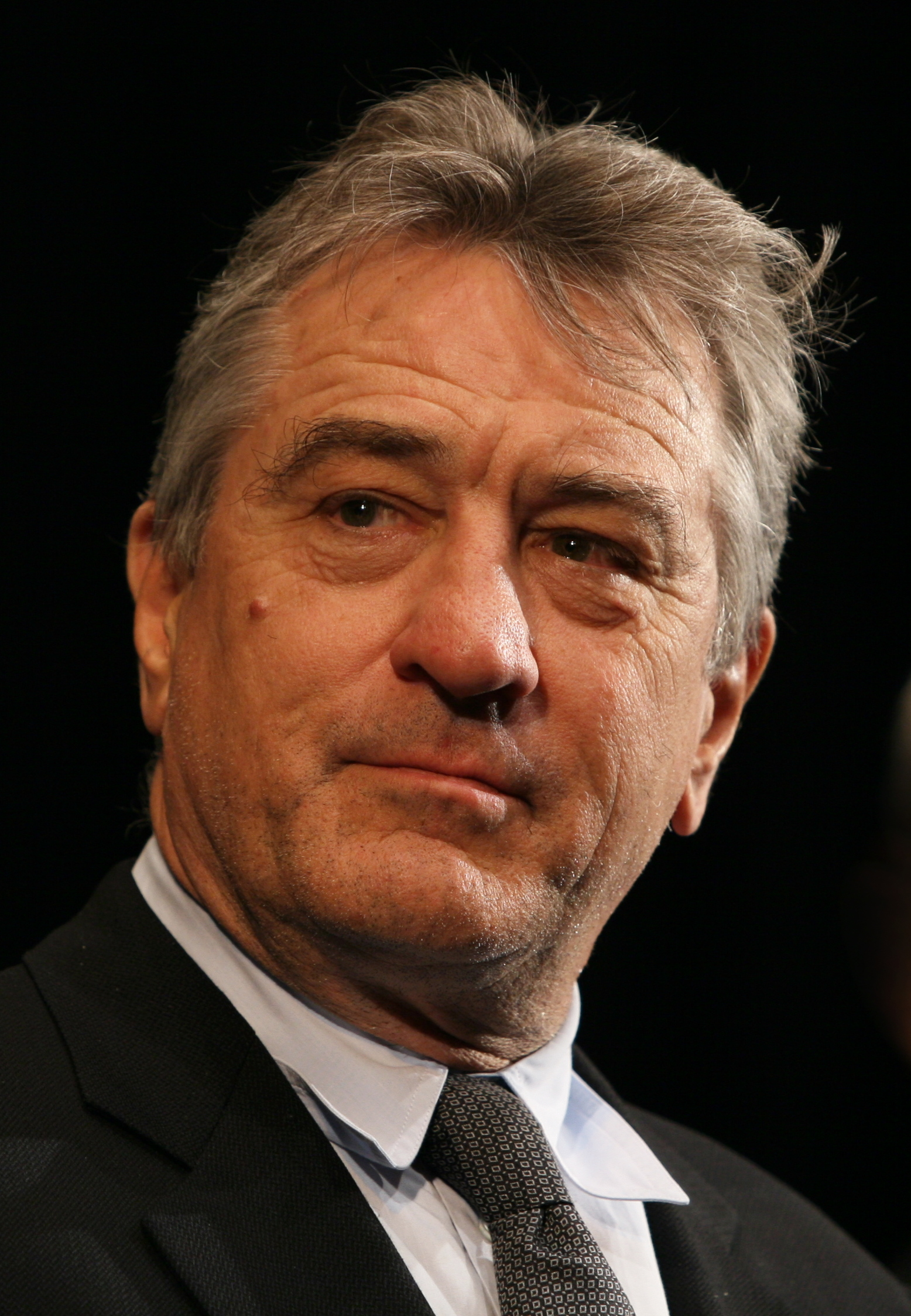
Роберт Де Ниро

- Оливье Ассайяс, режиссёр ( Франция)
- Мартина Гусман, актриса ( Аргентина)
- Джуд Лоу, актёр ( Великобритания)
- Джонни То, режиссёр ( Гонконг)
- Ума Турман, актриса ( США)
- Линн Ульманн, писательница и критик ( Норвегия)
- Махамат Салух Харун, режиссёр ( Чад)
- Нансун Ши, продюсер ( Китай)

### Особый взгляд
- Эмир Кустурица, режиссёр ( Сербия) — председатель
- Элоди Буше, актриса ( Франция)
- Питер Брэдшоу, кинокритик, писатель, журналист, сценарист ( Великобритания)
- Джеффри Гилмор, креативный директор фестиваля Трайбека ( США)
- Даниэла Мишель, директор фестиваля в Морелии ( Мексика)

### Синефондасьон и конкурс короткометражных фильмов
- Мишель Гондри, режиссёр ( Франция) — председатель
- Жюли Гайе, актриса и продюсер ( Франция)
- Корнелиу Порумбою, режиссёр ( Румыния)
- Жуан Педру Родригиш, режиссёр ( Португалия)
- Джессика Хаузнер, режиссёр и продюсер ( Австрия)

### Золотая камера
- Пон Джунхо, режиссёр ( Республика Корея) — председатель

## Фильмы — участники фестиваля

### Конкурсная программа
| Название                 | Оригинальное название                       | Режиссёр                       | Страна         |
| ------------------------ | ------------------------------------------- | ------------------------------ | -------------- |
| Кожа, в которой я живу   | La piel que habito                          | Педро Альмодовар               | Испания        |
| Палиция (sic)            | Polisse                                     | Майвенн ле Беско               | Франция        |
| Аполлонида               | L'apollonide (Souvenirs de la maison close) | Бертран Бонелло                | Франция        |
| Драйв                    | Drive                                       | Николас Виндинг Рефн           | США            |
| Мальчик с велосипедом    | Le Gamin au vélo                            | Жан-Пьер Дарденн и Люк Дарденн | Бельгия        |
| Отец                     | Pater                                       | Ален Кавальер                  | Франция        |
| Красный цветок Луны      | Hanezu No Tsuki                             | Наоми Кавасэ                   | Япония         |
| Гавр                     | Le Havre                                    | Аки Каурисмяки                 | Финляндия      |
| Спящая красавица         | Sleeping Beauty                             | Джулия Ли                      | Австралия      |
| Древо жизни              | The Tree of Life                            | Терренс Малик                  | США            |
| Харакири. Смерть самурая | Ichimei                                     | Такаси Миикэ                   | Япония         |
| Источник                 | La source des femmes                        | Раду Михайляну                 | Франция        |
| У нас есть Папа          | Habemus Papam                               | Нанни Моретти                  | Италия         |
| Что-то не так с Кевином  | We Need to Talk About Kevin                 | Линн Рэмси                     | Великобритания |
| Примечание               | He’arat Shulayim                            | Йосеф Сидар                    | Израиль        |
| Однажды в Анатолии       | Bir Zamanlar Andolu’da                      | Нури Бильге Джейлан            | Турция         |
| Где бы ты ни был         | This Must Be the Place                      | Паоло Соррентино               | Италия         |
| Меланхолия               | Melancholia                                 | Ларс фон Триер                 | Дания          |
| Артист                   | The Artist                                  | Мишель Хазанавичюс             | Франция        |
| Михаэль                  | Michael                                     | Маркус Шлезингер               | Австрия        |

### «Особый взгляд»
| Название                  | Оригинальное название           | Режиссёр(ы)                | Страна           |
| ------------------------- | ------------------------------- | -------------------------- | ---------------- |
| Охотник                   | Охотник                         | Бакур Бакурадзе            | Россия           |
| Остановка на перегоне     | Halt auf freier Strecke         | Андреас Дрезен             | Германия         |
| Вне Сатаны                | Hors Satan                      | Брюно Дюмон                | Франция          |
| Марта, Марси, Мэй, Марлен | Martha Marcy May Marlene        | Т. Шон Даркин              | США              |
| Снега Килиманджаро        | Les Neiges du Kilimandjaro      | Робер Гедигян              | Франция          |
| Опасность красоты         | Skoonheid                       | Оливер Германус            | ЮАР              |
| День, когда он пришел     | 북촌방향 / Bukchonbanghyang     | Хон Сансу                  | Республика Корея |
| Бонсай                    | Bonsái                          | Кристиан Хименес           | Чили             |
| Тацуми                    | Tatsumi                         | Эрик Цюй (Кху) Цзиньхай    | Сингапур         |
| Ариран                    | 아리랑 / Arirang                | Ким Ки Дук                 | Республика Корея |
| И куда мы теперь?         | هلق لوين؟ / Halla' Lawein?      | Надин Лабаки               | Ливан            |
| Дамский угодник           | Loverboy                        | Каталин Митулеску          | Румыния          |
| Жёлтое море               | 황해 / Hwanghae                 | На Хонджин                 | Республика Корея |
| Мисс Пуля                 | Miss Bala                       | Херардо Нараньо            | Мексика          |
| Каторга                   | Trabalhar Cansa                 | Марко Дутра, Жулиана Рохас | Бразилия         |
| Не сдавайся               | Restless                        | Гас Ван Сент               | США              |
| Управление государством   | L’Exercice de l'État            | Пьер Шоллер                | Франция          |
| Тоомела                   | Toomelah                        | Иван Сен                   | Австралия        |
| Осло, 31-го августа       | Oslo, 31. august                | Йоахим Трир                | Норвегия         |
| Елена                     | Елена                           | Андрей Звягинцев           | Россия           |
| Прощай                    | به امید دیدار / Bé omid é didar | Мохаммад Расулоф           | Иран             |

### Вне конкурса
| Название                                    | Оригинальное название                        | Режиссёр(ы)                           | Страна  |
| ------------------------------------------- | -------------------------------------------- | ------------------------------------- | ------- |
| Полночь в Париже                            | Midnight in Paris                            | Вуди Аллен                            | США     |
| Завоевание                                  | La Conquête                                  | Ксавье Дюррингер                      | Франция |
| Бобёр                                       | The Beaver                                   | Джоди Фостер                          | США     |
| Возлюбленные                                | Les Bien-aimés                               | Кристоф Оноре                         | Франция |
| Пираты Карибского моря: На странных берегах | Pirates of the Caribbean: On Stranger Tides  | Роб Маршалл                           | США     |
| Болливуд                                    | Bollywood: The Greatest Love Story Ever Told | Ракеш Омпракаш Мехра, Джефф Цимбалист | Индия   |

### Полуночные показы
| Название     | Оригинальное название | Режиссёр(ы)           | Страна  |
| ------------ | --------------------- | --------------------- | ------- |
| Меченосцы    | Wu Xia                | Питер Чан             | Гонконг |
| Льготные дни | Dias de gracia        | Everardo Valerio Gout | Мексика |

## Победители
- Золотая пальмовая ветвь
  - «Древо жизни», реж. Терренс Малик ( США)
- Гран-при
  - «Однажды в Анатолии», реж. Нури Бильге Джейлан ( Турция)
  - «Мальчик с велосипедом», реж. братья Дарденн ( Бельгия)
- Лучшая актриса
  - Кирстен Данст ( США) за фильм «Меланхолия»
- Лучший актёр
  - Жан Дюжарден ( Франция) за фильм «Артист»
- Лучший режиссёр
  - Николас Виндинг Рефн ( Дания) за фильм «Драйв»
- Лучший сценарий
  - Йосеф Сидар ( Израиль) за фильм «Примечание»
- Приз жюри
  - «Палиция», реж. Майвенн ле Беско ( Франция)
- Золотая пальмовая ветвь за короткометражный фильм
  - «Кросс», реж. Марина Врода ( Украина/ Франция)[5]
- Приз жюри за короткометражный фильм
  - Badpakje 46, реж. Ваннес Дестооп ( Бельгия)
- Золотая камера
  - «Акации», реж. Пабло Джорджелли ( Аргентина)
- Первый приз конкурса «Синефондасьон»
  - «Письмо», реж. Доротея Друтева ( Германия)
- Главный приз конкурса «Особый взгляд»
  - «Ариран», реж. Ким Ки Дук ( Республика Корея)
  - «Остановка на перегоне», реж. Андреас Дрезен ( Германия)
- Специальный приз конкурса «Особый взгляд»
  - «Елена», реж. Андрей Звягинцев ( Россия)
- Приз за режиссуру конкурса «Особый взгляд»
  - Be omid e didar, реж. Мохаммад Расулоф ( Иран)
- Приз ФИПРЕССИ
  - «Гавр», реж. Аки Каурисмяки ( Франция/ Финляндия)
- Почётная «Золотая пальмовая ветвь» — Бернардо Бертолуччи, режиссёр ( Италия)
- Квир-пальма
  - «Опасность красоты», реж. Оливер Херманус ( Франция)